# Rue Pont-Thomas
La rue Pont-Thomas est une rue ancienne  du centre de Liège (Belgique) située à proximité de la collégiale Saint-Denis. Avec une longueur d'environ 14 mètres, il s'agit de l'une des rues plus courtes de la ville Liège.

## Odonymie
À l'extrémité sud de la rue, un pont traversait  un bras secondaire de la Meuse issu de la Sauvenière et appelé le biez Saint-Denis . Ce biez sera comblé en 1823 pour créer la rue de la Régence actuelle. Ce pont se situait entre le pont d'Île placé en amont et le pont des Jésuites en aval du biez.
Deux hypothèses sont avancées pour Thomas : soit il s'agit du nom du maître d'œuvre de ce pont, soit il faut comprendre : li pont touma, mots en wallon signifiant : le pont tomba  car cet ouvrage se serait effondré en 1607 pour être ensuite reconstruit. De plus, Thomas se dit Thoumas en wallon. Il est aussi possible que les deux hypothèses soient correctes et se complètent. Ce pont s'est aussi appelé le pont aux Ânes.

## Historique
Cette très ancienne voie remonte au Moyen Âge mais le siècle de sa création n'est pas connu.

## Description
Cette rue pavée mesure approximativement 14 mètres, ce qui en fait l'une des voies les plus courtes de la ville Liège et peut-être la plus courte. Les deux immeubles qui bordent la voirie n'ont pas leur façade principale à la rue. La rue applique un sens unique de circulation automobile dans le sens Régence - Saint-Denis.

## Voies adjacentes
- Rue de la Wache
- Rue Saint-Denis
- Rue Donceel
- Rue de la Régence

### Source et bibliographie
- Yannik Delairesse et Michel Elsdorf, Le nouveau livre des rues de Liège, Liège, Noir Dessin Production, 2008, 512 p. (ISBN 978-2-87351-143-2 et 2-87351-143-5, présentation en ligne), page 350